# Procédé SILEX
Le procédé SILEX (acronyme de Separation of isotopes by laser excitation, séparation d'isotopes par excitation laser) est un procédé de séparation isotopique utilisant l'excitation par des lasers, utilisé pour produire de l'uranium enrichi. Le procédé a été développé dans les années 1990, à partir de technologies plus anciennes,.

## Historique
Le procédé SILEX a été développé en Australie par le Dr. Michael Goldsworthy et le Dr. Horst Struve, au sein de l'entreprise Silex Systems Limited, fondée en 1988.
Ce procédé s'appuie sur des procédés plus anciens d'enrichissement par laser, développés au début des années 1970, les procédés SILVA et MLIS.
En novembre 1996, Silex Systems Limited a cédé la licence exclusive du procédé à l'USEC (United States Enrichment Corporation), pour ses projets d'enrichissement d'uranium.
En 2007, l'entreprise GE Hitachi Nuclear Energy (GEH, entreprise conjointe entre General Electric et Hitachi) a signé une lettre d'intention sur les futurs services d'enrichissement d'uranium, avec Exelon et Entergy, les deux plus grosses nucléaires aux USA.
En 2008, GEH a créé la succursale Global Laser Enrichment (GLE), consacrée à la commercialisation du procédé SILEX, et a annoncé la création d'une usine d'enrichissement de l'uranium fondée sur SILEX. Toujours en 2008, Cameco Corporation (premier producteur d'uranium mondial) s'est associé au capital de GLE.
Silex systems a achevé la deuxième phase d'essais en 2005, pour enchaîner sur un programme d'essai en boucle. En 2007, Silex Systems a signé un accord exclusif de licence et de commercialisation avec la General Electric. Le programme d'essai en boucle fut alors transféré à Wilmington (Caroline du Nord).
La commission de réglementation nucléaire des États-Unis a approuvé en 2008 une modification de la licence de GLE, l'autorisant à réaliser son installation d'essai en boucle. Cette première phase d'essais en boucle, réalisée sur le site de Wilmington, s'est achevée en 2011.
En 2010, un débat s'est élevé sur le caractère proliférant du procédé SILEX. Comparé à d'autres procédés d'enrichissement, le procédé SILEX prend quatre fois moins de place, et consomme beaucoup moins d'énergie. On le considère comme pratiquement indétectable par satellite, ce qui permettrait à des gouvernements fraudeurs de développer une activité d'enrichissement d'uranium à l'insu de la communauté internationale.
En août 2011, GLE a déposé auprès de la NRC une demande de licence pour construire une usine commerciale à Wilmington, qui permettrait d'enrichir de l'uranium jusqu'à un maximum de 8 % d'235U,
ce qui se rapproche de la limite supérieure de l'uranium « faiblement enrichi », par définition inférieur à 10 %.
Cette autorisation a été accordée par la NRC le 19 septembre.
En 2014, GLE demande l'autorisation de créer une usine à Paducah (l'ancien site d'enrichissement par diffusion gazeuse), afin d'enrichir l'uranium appauvri du DoE,.
Ces projets industriels ont été mis au ralenti à la suite de la baisse de la demande mondiale en uranium.

## Procédé
D'après la description donnée par Laser Focus World, le procédé SILEX consiste à exposer à l'énergie d'un laser pulsé un flux gazeux froid, mélange d'hexafluorure d'uranium (UF6) et d'un gaz porteur.
Le laser utilisé est un laser au dioxyde de carbone accordé à une fréquence de 10.8 μm (micromètres), et dont la longueur d'onde est ensuite transposée à 16 μm, ce qui se situe dans le spectre infrarouge.
Cette conversion est obtenue dans une cellule de spectroscopie Raman traversée par un flux de para-hydrogène à haute pression, au centre de laquelle le rayon est focalisé. Le passage dans ce milieu a sur le laser un effet non linéaire, qui réduit l'énergie de chaque photon d'un quantum de l'énergie de rotation du para-hydrogène. Le rayon laser passe à plusieurs reprises dans la cellule (de l'ordre de 25 fois), jusqu'à atteindre la valeur désirée de 16 μm. Pour aboutir à cette fréquence exacte, le procédé fait subir au rayon des opérations non linéaires complémentaires, et nécessite d'opérer à haute pression.
Le rayon doit ensuite être envoyé sur des molécules d'hexafluorure d'uranium (seul composé d'uranium à être gazeux dans des conditions acceptables). Le flux d'UF6 doit pour cela être dilué dans un gaz porteur (dont la nature est classifiée), qui n'est pas consommé par le procédé et peut être par la suite séparé pour être réutilisé.
Le rayon sortant de 16µm excite préférentiellement les molécules de 235UF6, ce qui conduit à une différence de concentration entre le flux produit, enrichi en 235U, et le flux pauvre, enrichi au contraire en 238U.
Le détail du procédé n'a pas été rendu public, notamment en quoi il diffère des développements précédents.
D'après le Sydney Morning Herald, « le laser ionise les atomes, qui sont capturés par un champ électromagnétique et attirés vers une plaque métallique, où ils sont collectés ».
D'après John L. Lyman, la société australienne Silex Systems Ltd (SSL) avait utilisé pour ses développements un laser pulsé à 50 Hz, ce qui s'était avéré d'une grande inefficacité. En outre, le temps de préparation est rédhibitoire pour une application industrielle, le SSL demande dix heures de préparation pour réaliser une campagne d'enrichissement d'une heure, ce qui ne permet pas d'atteindre une productivité intéressante. À cette fréquence, il n'y a que 1 % du flux entrant d'UF6 qui réagisse. Cela entraîne un flux entrant nécessairement très important, et un taux d'enrichissement faible. Par conséquent, une unité de production industrielle devrait augmenter significativement la fréquence de pulsation : un procédé industriel devrait disposer d'un laser au CO2 d'une puissance de l'ordre du joule, et capable d'opérer à une fréquence d'un ordre de grandeur plus grande.
La même technique peut être utilisée pour l'enrichissement du chlore, du molybdène, et des techniques similaires peuvent être employées pour séparer isotopiquement le carbone et le silicium.

## Classification du procédé
SILEX est un cas unique de procédé constituant une information classée secrète par le gouvernement fédéral américain. En juin 2001, le département de l'Énergie des États-Unis a en effet classifié « certaines informations détenues de manière privée, concernant un procédé innovateur de séparation isotopique pour l'enrichissement de l'uranium ». Au titre de la loi sur l'énergie atomique (Atomic Energy Act), toute information qui n'a pas été spécifiquement déclassifiée est par défaut classifiée, qu'elle soit détenue par un organisme public ou privé. La loi sur le nucléaire va donc beaucoup plus loin que ne le fait l'instruction fédérale (executive order) sur les informations classifiées, pour laquelle ne peuvent être classifiées que les informations « appartenant au gouvernement fédéral, produites pour son compte, ou détenues par lui. » C'est le seul cas où la loi sur l'énergie atomique a été utilisée de cette manière,.